# Sul·la (cognom)
Sul·la (en llatí Sulla) va ser el nom d'una família romana d'origen patrici que formava part de la gens Cornèlia.
Originalment aquesta família va portar el nom Rufí (Rufinus) fins que Publi Corneli Rufí, que era flamen dialis i pretor, va agafar el nom de Sul·la en la Segona Guerra Púnica. Alguns autors suposen que Sulla té el mateix significat que Rufus o Rufinus, que voldria dir vermell, i es referiria al color vermellós de la pell o al color vermell dels cabells. Plutarc ho entenia així, perquè diu que el dictador Sul·la portava aquest nom per unes taques vermelles que tenia a la cara, que contrastaven amb les zones blanques. Macrobi dona una explicació bastant diferent, ja que deriva el nom de Sybilla i diu que se li va donar a Publi Corneli Rufí quan va introduir per primer cop els Ludi Apollinares seguint les instruccions dels llibres sibil·lins i d'això va venir el nom Sybilla, escurçat aviat a Sul·la. Quintilià també considera que Sul·la era un sobrenom que definia peculiaritats físiques. Alguns autors moderns creuen que Sul·la derivaria de Sura, un cognomen romà utilitzat per diverses gens.